# Новий Юзефув
Новий Юзефув (пол. Nowy Józefów) — село в Польщі, у гміні Будзішевиці Томашовського повіту Лодзинського воєводства.
У 1975-1998 роках село належало до Пйотрковського воєводства.